# Premio Pulitzer 1939
Quella del 1939 fu la ventitreesima assegnazione dei Premi Pulitzer e vide il conferimento di dieci premi in altrettante categorie, cinque relative al mondo del giornalismo e cinque relative al mondo della letteratura e del teatro, a cui fu aggiunta una menzione speciale nel campo del giornalismo.
In quest'edizione, la giuria fu composta da 14 membri, tra cui il presidente della Columbia University, Nicholas Murray Butler, e fu presieduta da Ralph Pulitzer, redattore del New York World nonché figlio del fondatore dei premi Pulitzer, Joseph Pulitzer.

## Giornalismo
- Pubblico servizio:

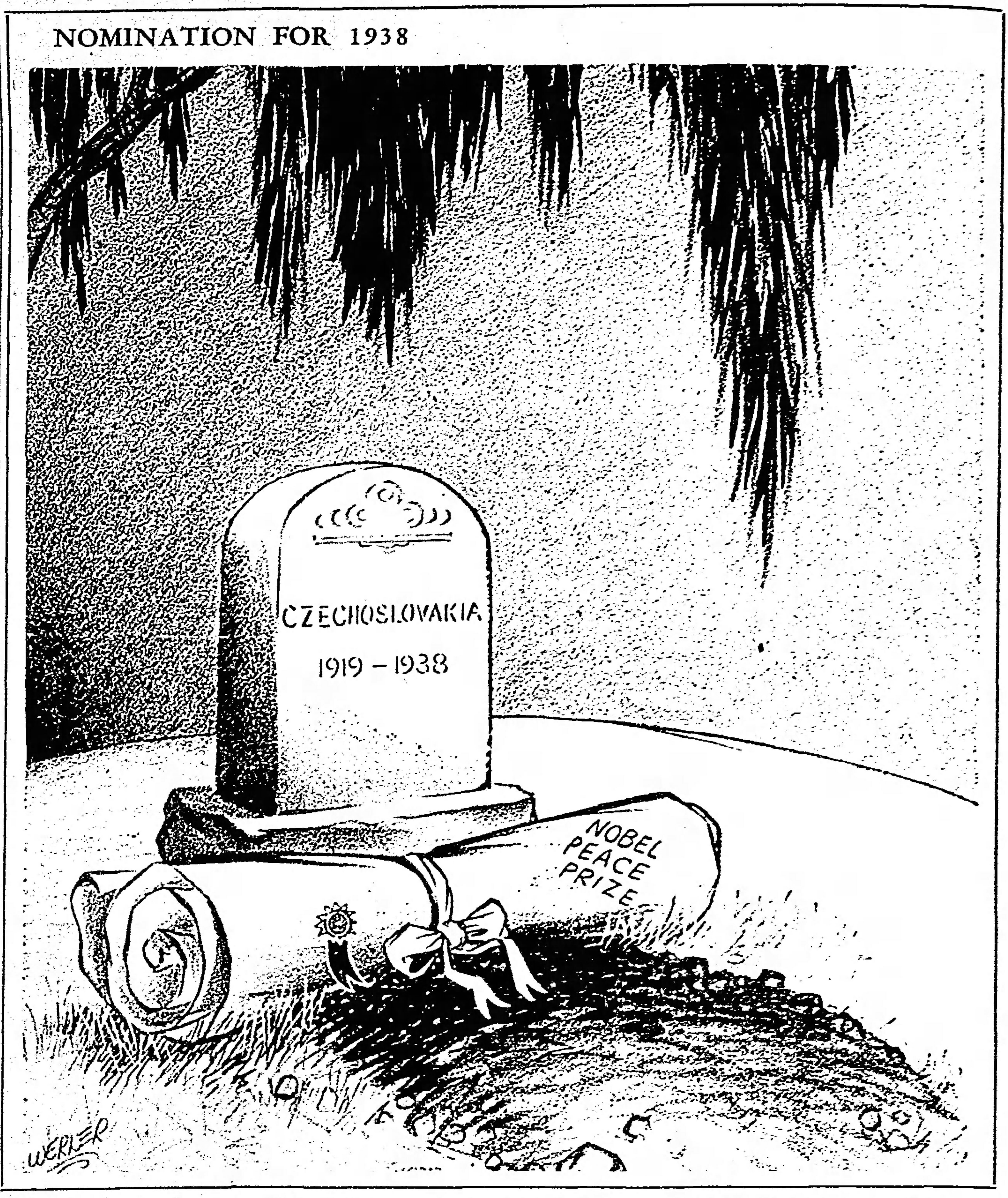
Nomination for 1938, la vignetta vincitrice del Premio Pulitzer 1939

  - Miami Daily News per la sua efficace campagna per il richiamo della Commissione della città di Miami.[3]
- Giornalismo:
  - Thomas Lunsford Stokes, della Scripps-Howard Newspaper Alliance, per la sua serie di articoli pubblicata sul New York World-Telegram inerente le presunte intimidazioni condotte dalla Works Progress Administration su alcuni lavoratori in Pennsylvania e in Kentucky in occasione di un'elezione.
- Corrispondenza:
  - Louis P. Lochner dell'Associated Press, per i suoi dispacci da Berlino.
- Editoriale:
  - Ronald G. Callvert, del The Oregonian, per i suoi eccellenti editoriali scritti nel corso dell'anno 1938, tra cui spicca l'articolo My Country 'Tis of Thee.
- Vignetta editoriale:
  - Charles G. Werner, del Daily Oklahoman, per la vignetta Nomination for 1938.

- Menzione speciale:
  - Waterbury Republican, per la sua denuncia della locale corruzione municipale.

## Letteratura e drammaturgia
- Romanzo:
  - The Yearling, Marjorie Kinnan Rawlings (Scribner).
- Drammaturgia:
  - Abe Lincoln in Illinois, di Robert E. Sherwood (Scribner).
- Storia:
  - A History of American Magazines, di Frank Luther Mott (Harvard University Press).
- Biografie o Autobiografie:
  - Benjamin Franklin, di Carl Van Doren (Viking).
- Poesia:
  - Selected Poems, di John Gould Fletcher (Farrar & Rinehart).